# Lista de representantes permanentes de Honduras nas Nações Unidas
Esta é uma lista de representantes permanentes das Honduras, ou outros chefes de missão, junto da Organização das Nações Unidas em Nova Iorque.
As Honduras foram um dos Estados fundadores das Nações Unidas e é membro desde 17 de dezembro de 1945.
| Início | Término | Representante permanente (Chefe de missão) | Cargo                        | Credenciais |
| ------ | ------- | ------------------------------------------ | ---------------------------- | ----------- |
| 1945   | 1957    | Tiburcio Carías Andino Jr.                 | Representante permanente     |             |
| 1957   | 1957    | Marco Antonio Batres                       | Representante permanente     |             |
| 1958   | 1960    | Carlos Adrían Perdomo                      | Representante permanente     |             |
| 1960   | 1963    | Francisco Milla Bermúdez                   | Representante permanente     |             |
| 1964   | 1965    | Policarpo Callejas                         | Representante permanente     |             |
| 1965   | 1969    | Humberto López Villamil                    | Representante permanente     |             |
| 1969   | 1971    | Francisco Salomón Jímenez Munguía          | Encarregado de negócios a.i. | -           |
| 1971   | 1971    | Ramón Villeda Morales                      | Representante permanente     |             |
| 1971   | 1977    | Roberto Martínez Ordóñez                   | Representante permanente     |             |
| 1977   | 1982    | Mario Carias                               | Representante permanente     |             |
| 1982   | 1983    | Enrique Cortéz Colíndres                   | Representante permanente     |             |
| 1983   | 1986    | Roberto Herrera-Cáceres                    | Representante permanente     |             |
| 1986   | 1987    | Roberto Martínez Ordóñez                   | Representante permanente     |             |
| 1987   | 1988    | Jorge R. Hernández Alcerro                 | Representante permanente     |             |
| 1988   | 1990    | Roberto Martínez Ordóñez                   | Representante permanente     | 1988-09-15  |
| 1990   | 1992    | Roberto Flores Bermúdez                    | Representante permanente     |             |
| 1992   | 1994    | Juan J. Cueva Membreño                     | Representante permanente     |             |
| 1994   | 1997    | Gerardo Martínez Blanco                    | Representante permanente     |             |
| 1998   | 1999    | Hugo Noé Pino                              | Representante permanente     | 1998-03-13  |
| 1999   | 2002    | Ángel Edmundo Orellana Mercado             | Representante permanente     | 1999-05-06  |
| 2002   | 2006    | Manuel Acosta Bonilla                      | Representante permanente     | 2002-09-09  |
| 2006   | 2008    | Ivan Romero Martínez                       | Representante permanente     | 2006-04-27  |
| 2008   | 2010    | Jorge Arturo Reina Idiáquez                | Representante permanente     | 2008-03-07  |
| 2010   | atual   | Mary Elizabeth Flores Flake                | Representante permanente     | 2010-04-29  |